# Pio Scilligo

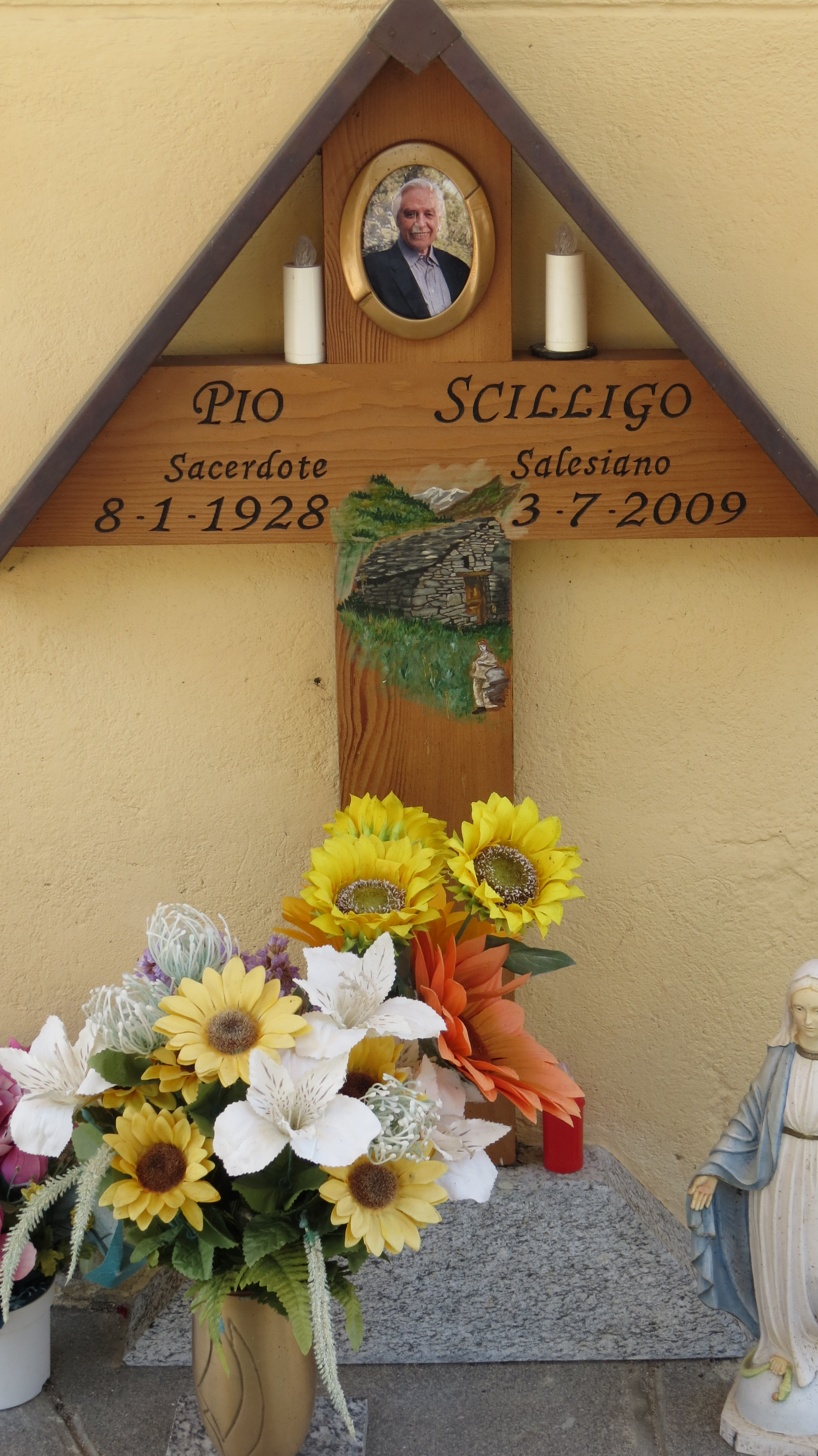
Grab von Pio Scilligo in Chiesa (In der Mattu), Formazza (Pomatt)

Pio Scilligo (* 8. Januar 1928 in Formazza [deutsch: Pomatt]; † 3. Juli 2009 in Rom) war ein italienischer Salesianer Don Boscos, Psychologe, Professor und Institutsgründer. In seiner Freizeit war er ferner als Dialektlexikograph tätig.

## Ausbildung
Scilligo (der Familienname lautete ursprünglich deutsch „Schilling“) kam als neuntes von zwölf Kindern von Michele Scilligo und Anna Maria geb. Ferrera im Pomatter Weiler Fondovalle (deutsch: Staafulwald) zur Welt; seine Muttersprache war die höchstalemannische Mundart des Tales. Schon als Knabe wollte er Priester werden, weshalb ihn der Ortspfarrer an die Salesianer in Turin vermittelte. Bei diesen besuchte er die letzten Jahre der Primarschule und ab 1940 das Gymnasium. 1945 trat er den Salesianern Don Boscos bei.
Im Februar 1948 siedelte er für den Orden nach Hongkong und Macau über. Am erstgenannten Ort studierte er von 1950 bis 1953 Theologie und legte 1951 di ewige Profess ab. Nach fünf Semestern Studium wurde er nach Shillong versetzt, das damals noch zum nordwestindischen Staat Assam gehörte (heute Hauptstadt des Staates Meghalaya); dort wurde er am 24. Juli 1954 zum Priester geweiht. Nach anderthalb Jahren kehrte er nach Hongkong zurück, um dort zuerst als Lehrer und danach als Schulleiter einer Ordensschule zu wirken.
1963 reiste Scilligo nach Kalifornien, wo er 1965 an der San Francisco State University den Master of Arts in Secondary Education machte und 1967 an der Stanford University in Palo Alto in Educational Psychology promovierte. 1968 kehrte er nach Italien zurück und wurde zunächst Dozent an der Fakultät für Erziehungswissenschaftler der Päpstlichen Universität der Salesianer. In den 1970er-Jahren bildete er sich jedoch fast Sommer für Sommer an innovativen kalifornischen Instituten außerhalb des Universitätsbetriebs weiter: Am Center for Studies of The Person in La Jolla macht er sich bei Carl Rogers mit Klientenzentrierter Psychotherapie bekannt, am Gestalt Institute in San Francisco mit Gestalttherapie, am Robert and Mary Goulding Western Institute for Group and Family Therapy mit der Transaktionsanalyse und am Mental Research Institute in Palo Alto bei der Palo-Alto-Gruppe unter anderem mit Familientherapie. 1975 wurde er Mitglied der International Transactional Analysis Association und 1976 der European Transactional Analysis Association.

## Wirken in der akademischen Psychologie

### Hoch- und Fachschulwesen sowie selbständiges Schaffen
Scilligo lehrte in den Siebzigerjahren an zwei Römer Universitäten: An der Universität La Sapienza war er ab 1974 außerordentlicher Professor für Forschungsmethodik am Institut für Psychologie (und bis 1977 zugleich dessen Direktor), und an der Päpstlichen Universität der Salesianer (UPS) wirkte er von 1976 bis 1981 als ordentlicher Professor für Sozialpsychologie und Schulpsychologie.
Seine parallel dazu verfolgte Weiterbildung in den Vereinigten Staaten bewirkte allerdings, dass er sich allmählich von den Universitäten zurückzog und selbst mehrere Institute gründete. 1977 eröffnete er zusammen mit Carla Del Miglio und Raffaella Guglielmotti das „Institut für Gestalt- und Transaktionsanalyse“ (italienisch Istituto di Gestalt e di Analisi Transazionale, IGAT), woraus sich 1981 das „Forschungsinstitut für intrapsychische und relationale Prozesse“ (italienisch Istituto di Ricerca sui Processi Intrapsichici e Relazionali, IRPIR) entwickelte; zu diesem wiederum stieß 1986/1993 noch das „Bildungs- und Forschungsinstitut für Erzieher und Psychotherapeuten“ (italienisch Istituto di Formazione e Ricerca per Educatori e Psicoterapeuti, IFREP). Das IRPIR-IFREP hat Sitze in Rom, in Cagliari (Sardinien) und in Mestre (Venetien). Zusammen mit Antonio Arto, Eugenio Fizzotti und Herbert Franta gründete er 1991/1994 die „Höhere Fachschule für Klinische Psychologie an der Salesianer-Universität“ (italienisch Scuola Superiore di Specializzazione in Psicologia Clinica dell’UPS, SSSPC-UPS), wo er 1995–2005 das Amt des Direktors bekleidete. 2008 schließlich war er noch Mitgründer der „Fachschule für Interpersonelle und Gruppenpsychotherapie“ (italienisch Scuola di Specializzazione in Psicoterapia Interpersonale e di Gruppo, SSPIG) mit Sitz in Palermo (Sizilien).
In seinen letzten Jahren war Scilligo im Bereich der psychosozialen Arbeit (Counseling) aktiv.
1987 gründete Scilligo die Fachzeitschrift Psicologia Psicoterapia e Salute (bis 1994: Polarità) und amtete bis zu seinem Tode als deren wissenschaftlicher Direktor.

### Ehrungen
Für seine Leistungen erhielt Scilligo am 29. Mai 2009, kurz vor seinem Tode, die Silbermedaille der Salesianer-Universität. Überdies wurde er zum Ehrenpräsidenten des Coordinamento Nazionale Counsellor Professionisti ernannt.
An Scilligo erinnert heute der „Pio-Scilligo-Preis“: Die Fakultät für Erziehungswissenschaften der Päpstlichen Salesianer-Universität und die Scuola Superiore di Specializzazione in Psicologia Clinica (SSSPC-UPS) verleihen zusammen mit dem Trägerverein des Istituto di Formazione per Educatori e Psicoterapeuti (IFREP) Absolventen, die eine gute empirische Schlussarbeit auf dem Gebiet der Erziehungswissenschaften geschrieben haben, die Premia Pio Scilligo.

## Pumatter TietschundPumattertietsch Werterbeuch– und die Pomatter

### Die Bücher
1989 erschien Scilligos erstes kleines Werk über den Walserdialekt von Formazza/Pomatt. Es ist eine Mischung aus Grammatik und Wörterbuch und enthält zahlreiche Beispielsätze sowie eine eingehende Präsentation der von ihm geschaffenen Schreibweise. Zweck des Büchleins war es, der heimatlichen Mundart angesichts ihres absehbaren Aussterbens ein Denkmal zu hinterlassen: Wir chunnu bloss hoffe daswer kneug zeiche lah wa mitum ziet niet vergengen. Dits haeni ich im si: riechi zeiche lah das die wa denah chomen chunnun wisse un losu was ist aes mal ksi und wi is gsi.
Von 1989 bis 1993 widmete Scilligo seine Freizeit dem Verfassen eines pomatterdeutschen Wörterbuchs im engeren Sinne. Sein Ziel war, wie er im Vorwort schreibt, so vielen Mundartwörtern wie nur möglich eine kodifizierte schriftliche Norm zu geben. Anders als ein Dialektologe legte er nicht in erster Linie eine eigene Sammlung an, sondern wertete ein standarddeutsches und das südwalserdeutsche Wörterbuch von Gressoney aus, wozu noch ein von Enrico Rizzi vermitteltes Manuskript aus dem ebenfalls südwalserischen Bosco/Gurin trat; ergänzt wurden diese Exzerpte durch den Austausch mit seinem Bruder Giuseppe Scilligo, den er im Zusammenhang mit der lexikographischen Arbeit pflegte. 1993 ließ er das Wörterbuch, das inzwischen 7500 Wörter umfasste, drucken – in der (bislang unerfüllt gebliebenen) Hoffnung, dass später weitere Personen zu einer verbesserten zweiten Auflage beitragen würden.
Scilligos eigenwillige, auf einer freien Interpretation standarddeutscher und französischer Rechtschreiberegeln beruhende, für den höchstalemannischen Dialekt aber wenig adäquate Schreibweise hebt sich stark von derjenigen ab, die in den südwalserischen Wörterbüchern von Gressoney, Issime und Rimella angewendet wird; Scilligos ds heers huehs ‚das Haus des Pfarrers‘ (wörtlich: ‚des Herrn Haus‘) gibt beispielsweise die Lautung [ts heːrʃ hyːs] (in Dieth-Schreibung ds Heersch Hüüs) wieder, und der Buchtitel Pumattertietsch Werterbeuch ist als [ˈpumatærˌtitʃ ˈʋeːrtærˌbøːç] (Dieth-Schreibung: Pumattertitsch Weertärbööch) zu lesen. Der Walserverein Pomatt sowie die Pomatter Schriftstellerin Anna Maria Bacher sind ihm darin nicht gefolgt, sondern pflegen eine Schreibweise, die das Lautsystem direkter wiedergibt.

### Die Pomatter
In den 1960er- und 1970er-Jahren legte Scilligo eine Sammlung von Familienphotographien aus einer Heimat an. Die Bilder können heute auf YouTube angesehen werden.
Die Heimatverbundenheit des schon früh Fortgezogenen fand auch darin Ausdruck, dass er nicht in Rom, sondern auf dem Gemeindefriedhof von Formazza bei der Fraktion Chiesa (deutsch: zer Chilchu) seine letzte Ruhe fand.

## Publikationen
Monographien
- La dinamica di gruppo: interazione sociale nei piccoli gruppi. Pontificio ateneo salesiano, Roma 1971.
- Dinamica di gruppo. Società Editrice Internazionale. Torino 1973.
- Pumatter Tietsch. Ds Kschrift un die Erst Werter. Il Tedesco di Formazza. La Scrittura e le Prime Parole. IFREP, Roma 1989.
- Gestalt e analisi transazionale: principi e tecniche. Editrice LAS, Roma 1990, ISBN 978-88-213-0064-6.
- Pumattertietsch Werterbeuch. Vocabolario Formazzino–Tedesco–Italiano e Italiano–Formazzino–Tedesco. IFREP, Roma 1993.
- La nuova sinfonia dei molti sé. Editrice LAS, Roma 2004, ISBN 978-88-213-0575-7.
- La ricerca scientifica tra analisi ed ermeneutica. Editrice LAS, Roma 2009, ISBN 978-88-213-0721-8.

Artikel (Auswahl)
- Verso una tassonomia del rapporto di amore: il questionario QDA. In: Polarità 1, 1987, S. 345–365.
- Investigación clínica y práctica terapeutica: un abismo que salvar. In: Revista de psicoterapia 1, 1990, S. 9–32.
- Gli Stati dell’Io: definizione dimensionale per la ricerca empirica, per l’analisi clinica e per la formulazione del caso. In: Psicologia Psicoterapia e Salute 8, 2004.
- La base empirica della medicina alla ricerca di umanità e una psicoterapia naturalistica alla ricerca delle sue radici ermeneutiche. In: Psicologia Psicoterapia e Salute 10, 2006.
- Correlates of dimensionally defined Ego States in Transactional Analysis and social cognitive representations of relational processes and the Self. In: Psicologia Psicoterapia e Salute 10, 2006.